# Frank Gebert
Frank Gebert (6 novembre 1952) è un ex tennista tedesco.

## Carriera
Si fa notare a livello giovanile, durante Wimbledon 1970 raggiunge la finale del singolare ragazzi venendo sconfitto da Byron Bertram. Tra gli adulti ha raggiunto il terzo turno al Roland Garros 1976 dove è stato sconfitto da Wojciech Fibak in tre set.
Ha disputato una finale in carriera, al Cairo Open 1977, ma al turno decisivo è stato sconfitto da François Jauffret.

## Statistiche

### Singolare

#### Finali perse (1)
| Numero | Anno | Torneo               | Superficie  | Avversario in finale | Punteggio     |
| 1.     | 1977 | Cairo Open, Il Cairo | Terra rossa | François Jauffret    | 3–6, 5–7, 4–6 |